# Palau Trevisan Pisani
El Palau Trevisan Pisani,  també conegut com Palau Somachi, és un palau de Venècia, situat al barri de San Marco (3831) i amb vistes al Campo Sant'Angelo, al costat del Palau Gritti Morosini.

## Història
Construït al segle XVII per a la família Trevisan, aviat va ser venut als Pisani. Actualment encara és privat, i es troba en bon estat.

## Arquitectura

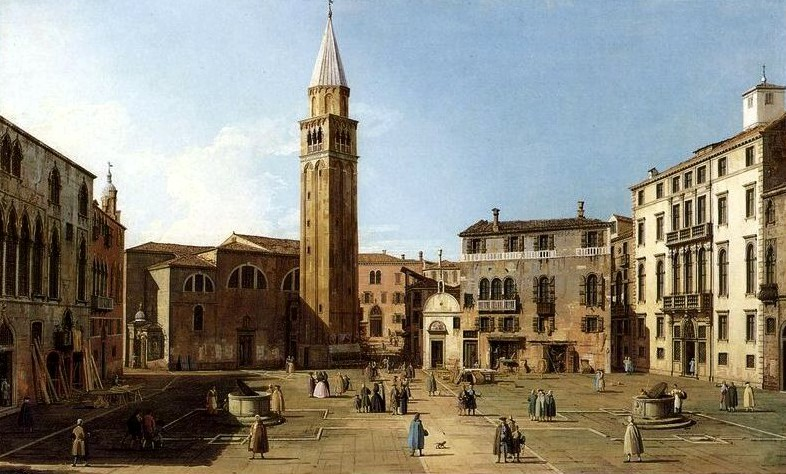
El Palau Trevisan Pisani (a la dreta) en una pintura de Canaletto; al centre l'església de Sant'Angelo

Els elements més valuosos de la façana es troben a la part central, en pedra d'Ístria: a la planta baixa el gran portal amb serliana, a les dues plantes principals dues finestres de tres llances, ambdues amb balustrada que sobresurt; la del primer pis és d'arc de mig punt amb una màscara com a clau de volta, i la del segon pis és rectangular i està dividida en tres parts per quatre pilastres.
Sota la cornisa dentada, es pot veure la presència d'un entresòl de les golfes.